# Giải bóng đá Ngoại hạng Anh 2010–11
Giải bóng đá ngoại hạng Anh 2010–11 là mùa bóng đá thứ 19 của giải ngoại hạng Anh kể từ lần đổi tên năm 1992. Lịch thi đấu của giải đấu này đã được công bố vào lúc 9 giờ sáng ngày 17 tháng 6 năm 2010. Giải đấu bắt đầu từ ngày 14 tháng 8 năm 2010 và kết thúc vào ngày 22 tháng 5 năm 2011.

## Câu lạc bộ tham dự
| Câu lạc bộ              | Địa điểm            | Sân vận động           | Sức chứa sân vận động |
| ----------------------- | ------------------- | ---------------------- | --------------------- |
| Arsenal                 | Luân Đôn            | Sân vận động Emirates  | 60.361                |
| Aston Villa             | Birmingham          | Villa Park             | 42.789                |
| Birmingham City         | Birmingham          | St Andrew's            | 30.079                |
| Blackburn Rovers        | Blackburn           | Ewood Park             | 31.154                |
| Blackpool               | Blackpool           | Bloomfield Road        | 12.555                |
| Bolton Wanderers        | Bolton              | Sân vận động Reebok    | 28.101                |
| Chelsea                 | London              | Stamford Bridge        | 42.449                |
| Everton                 | Liverpool           | Goodison Park          | 40.157                |
| Fulham                  | London              | Craven Cottage         | 25.700                |
| Liverpool               | Liverpool           | Anfield                | 45.276                |
| Manchester City         | Manchester          | Sân vận động Etihad    | 47.405                |
| Manchester United       | Manchester          | Old Trafford           | 75.957                |
| Newcastle United        | Newcastle-upon-Tyne | St James' Park         | 52.409                |
| Stoke City              | Stoke-on-Trent      | Sân vận động Britannia | 27.740                |
| Sunderland              | Sunderland          | Sân vận động Ánh sáng  | 48.707                |
| Tottenham Hotspur       | London              | White Hart Lane        | 36.230                |
| West Bromwich Albion    | West Bromwich       | The Hawthorns          | 26.484                |
| West Ham United         | London              | Boleyn Ground          | 35.303                |
| Wigan Athletic          | Wigan               | Sân vận động DW        | 25.133                |
| Wolverhampton Wanderers | Wolverhampton       | Molineux               | 29.195                |

| XH | Đội                     | Tr | T  | H  | T  | BT | BB | HS  | Đ  | Lên hay xuống hạng                                                         |
| -- | ----------------------- | -- | -- | -- | -- | -- | -- | --- | -- | -------------------------------------------------------------------------- |
| 1  | Manchester United (C)   | 38 | 23 | 11 | 4  | 78 | 37 | +41 | 80 | Bản mẫu:Fb round2 2011–12 UCL GS                                           |
| 2  | Chelsea                 | 38 | 21 | 8  | 9  | 69 | 33 | +36 | 71 | Bản mẫu:Fb round2 2011–12 UCL GS                                           |
| 3  | Manchester City         | 38 | 21 | 8  | 9  | 60 | 33 | +27 | 71 | Bản mẫu:Fb round2 2011–12 UCL GS                                           |
| 4  | Arsenal                 | 38 | 19 | 11 | 8  | 72 | 43 | +29 | 68 | Bản mẫu:Fb round2 2011–12 UCL PO                                           |
| 5  | Tottenham Hotspur       | 38 | 16 | 14 | 8  | 55 | 46 | +9  | 62 | Bản mẫu:Fb round2 2011–12 UEL PO                                           |
| 6  | Liverpool               | 38 | 17 | 7  | 14 | 59 | 44 | +15 | 58 |                                                                            |
| 7  | Everton                 | 38 | 13 | 15 | 10 | 51 | 45 | +6  | 54 |                                                                            |
| 8  | Fulham                  | 38 | 11 | 16 | 11 | 49 | 43 | +6  | 49 |                                                                            |
| 9  | Aston Villa             | 38 | 12 | 12 | 14 | 48 | 59 | −11 | 48 |                                                                            |
| 10 | Sunderland              | 38 | 12 | 11 | 15 | 45 | 56 | −11 | 47 |                                                                            |
| 11 | West Bromwich Albion    | 38 | 12 | 11 | 15 | 56 | 71 | −15 | 47 |                                                                            |
| 12 | Newcastle United        | 38 | 11 | 13 | 14 | 56 | 57 | −1  | 46 |                                                                            |
| 13 | Stoke City              | 38 | 13 | 7  | 18 | 46 | 48 | −2  | 46 | Bản mẫu:Fb round2 2011–12 UEL QR3 1                                        |
| 14 | Bolton Wanderers        | 38 | 12 | 10 | 16 | 52 | 56 | −4  | 46 |                                                                            |
| 15 | Blackburn Rovers        | 38 | 11 | 10 | 17 | 46 | 59 | −13 | 43 |                                                                            |
| 16 | Wigan Athletic          | 38 | 9  | 15 | 14 | 40 | 61 | −21 | 42 |                                                                            |
| 17 | Wolverhampton Wanderers | 38 | 11 | 7  | 20 | 46 | 66 | −20 | 40 |                                                                            |
| 18 | Birmingham City (R)     | 38 | 8  | 15 | 15 | 37 | 58 | –21 | 39 | 2011–12 UEFA Europa League Play-off round 2                                |
| 18 | Birmingham City (R)     | 38 | 8  | 15 | 15 | 37 | 58 | –21 | 39 | Relegation to the 2011–12 Football League Championship                     |
| 19 | Blackpool (R)           | 38 | 10 | 9  | 19 | 55 | 78 | −23 | 39 | Xuống chơi tại Bản mẫu:Fb competition 2011–12 Football League Championship |
| 20 | West Ham United (R)     | 38 | 7  | 12 | 19 | 43 | 70 | −27 | 33 | Xuống chơi tại Bản mẫu:Fb competition 2011–12 Football League Championship |

Nguồn: Barclays Premier League
Quy tắc xếp hạng: 1. Điểm; 2. Hiệu số bàn thắng; 3. Số bàn thắng.
1 Stoke City qualified for the third qualifiying round of the 2011–12 UEFA Europa League as 2010–11 FA Cup runners-up to Champions League-qualified Manchester City.
2 Birmingham City qualified for the play-off round of the 2011–12 UEFA Europa League after winning the 2010–11 Football League Cup, worth a third qualification round spot, and subsequently being moved up a round due to the outcome of the 2011 FA Cup Final.
3 The highest-ranked team from the Fair Play table not yet qualified for any European competition will enter the first qualifying round of the 2011–12 UEFA Europa League.
(VĐ) = Vô địch; (XH) = Xuống hạng; (LH) = Lên hạng; (O) = Thắng trận Play-off; (A) = Lọt vào vòng sau. 
Chỉ được áp dụng khi mùa giải chưa kết thúc: 
(Q) = Lọt vào vòng đấu cụ thể của giải đấu đã nêu; (TQ) = Giành vé dự giải đấu, nhưng chưa tới vòng đấu đã nêu.

## Bảng xếp hạng
| VT | Đội                     | ST | T  | H  | B  | BT | BB | HS  | Đ  | Giành quyền tham dự hoặc xuống hạng                                                               |
| -- | ----------------------- | -- | -- | -- | -- | -- | -- | --- | -- | ------------------------------------------------------------------------------------------------- |
| 1  | Manchester United (C)   | 38 | 23 | 11 | 4  | 78 | 37 | +41 | 80 | Vòng bảng Champions League                                                                        |
| 2  | Chelsea                 | 38 | 21 | 8  | 9  | 69 | 33 | +36 | 71 | Vòng bảng Champions League                                                                        |
| 3  | Manchester City         | 38 | 21 | 8  | 9  | 60 | 33 | +27 | 71 | Vòng bảng Champions League                                                                        |
| 4  | Arsenal                 | 38 | 19 | 11 | 8  | 72 | 43 | +29 | 68 | Qualification for the Champions League play-off round                                             |
| 5  | Tottenham Hotspur       | 38 | 16 | 14 | 8  | 55 | 46 | +9  | 62 | Qualification for the Europa League play-off round                                                |
| 6  | Liverpool               | 38 | 17 | 7  | 14 | 59 | 44 | +15 | 58 |                                                                                                   |
| 7  | Everton                 | 38 | 13 | 15 | 10 | 51 | 45 | +6  | 54 |                                                                                                   |
| 8  | Fulham                  | 38 | 11 | 16 | 11 | 49 | 43 | +6  | 49 | Qualification for the Europa League first qualifying round                                        |
| 9  | Aston Villa             | 38 | 12 | 12 | 14 | 48 | 59 | −11 | 48 |                                                                                                   |
| 10 | Sunderland              | 38 | 12 | 11 | 15 | 45 | 56 | −11 | 47 |                                                                                                   |
| 11 | West Bromwich Albion    | 38 | 12 | 11 | 15 | 56 | 71 | −15 | 47 |                                                                                                   |
| 12 | Newcastle United        | 38 | 11 | 13 | 14 | 56 | 57 | −1  | 46 |                                                                                                   |
| 13 | Stoke City              | 38 | 13 | 7  | 18 | 46 | 48 | −2  | 46 | Qualification for the Europa League third qualifying round                                        |
| 14 | Bolton Wanderers        | 38 | 12 | 10 | 16 | 52 | 56 | −4  | 46 |                                                                                                   |
| 15 | Blackburn Rovers        | 38 | 11 | 10 | 17 | 46 | 59 | −13 | 43 |                                                                                                   |
| 16 | Wigan Athletic          | 38 | 9  | 15 | 14 | 40 | 61 | −21 | 42 |                                                                                                   |
| 17 | Wolverhampton Wanderers | 38 | 11 | 7  | 20 | 46 | 66 | −20 | 40 |                                                                                                   |
| 18 | Birmingham City (R)     | 38 | 8  | 15 | 15 | 37 | 58 | −21 | 39 | Qualification for the Europa League play-off round and relegation to Football League Championship |
| 19 | Blackpool (R)           | 38 | 10 | 9  | 19 | 55 | 78 | −23 | 39 | Relegation to Football League Championship                                                        |
| 20 | West Ham United (R)     | 38 | 7  | 12 | 19 | 43 | 70 | −27 | 33 | Relegation to Football League Championship                                                        |

1. ↑  Fulham, as the highest-ranked team from the Fair Play table not yet qualified for any European competition, entered the first qualifying round of the Europa League.[5]
2. ↑  Stoke City qualified for the third qualifying round of the Europa League as FA Cup runners-up to Champions League-qualified Manchester City.
3. ↑  Birmingham City qualified for the play-off round of the Europa League after winning the League Cup, worth a third qualification round spot, and subsequently being moved up a round due to the outcome of the FA Cup final.

## Thống kê

### Danh sách cầu thủ ghi bàn hàng đầu
| Hạng | Cầu thủ              | Câu lạc bộ             | Số bàn thắng |
| ---- | -------------------- | ---------------------- | ------------ |
| 1    | Dimitar Berbatov     | Manchester United      | 20           |
| 1    | Carlos Tévez         | Manchester City        | 20           |
| 3    | Darren Bent          | Sunderland/Aston Villa | 17           |
| 4    | Peter Odemwingie     | West Bromwich Albion   | 15           |
| 5    | D. J. Campbell       | Blackpool              | 13           |
| 5    | Andy Carroll         | Newcastle/Liverpool    | 13           |
| 5    | Javier Hernández     | Manchester United      | 13           |
| 5    | Dirk Kuyt            | Liverpool              | 13           |
| 5    | Florent Malouda      | Chelsea                | 13           |
| 5    | Rafael van der Vaart | Tottenham Hotspur      | 13           |

### Danh sách các cầu thủ kiến tạo thành bàn hàng đầu
| Hạng | Cầu thủ              | Câu lạc bộ           | Số lần kiến tạo |
| ---- | -------------------- | -------------------- | --------------- |
| 1    | Nani                 | Manchester United    | 18              |
| 2    | Didier Drogba        | Chelsea              | 15              |
| 3    | Cesc Fàbregas        | Arsenal              | 14              |
| 4    | Andrei Arshavin      | Arsenal              | 11              |
| 4    | Leighton Baines      | Everton              | 11              |
| 4    | Chris Brunt          | West Bromwich Albion | 11              |
| 4    | Wayne Rooney         | Manchester United    | 11              |
| 4    | Ashley Young         | Aston Villa          | 11              |
| 9    | Charlie Adam         | Blackpool            | 9               |
| 9    | Joey Barton          | Newcastle United     | 9               |
| 9    | Peter Crouch         | Tottenham Hotspur    | 9               |
| 9    | Stewart Downing      | Aston Villa          | 9               |
| 9    | Peter Odemwingie     | West Bromwich Albion | 9               |
| 9    | David Silva          | Manchester City      | 9               |
| 9    | Rafael van der Vaart | Tottenham Hotspur    | 9               |

## Các giải thưởng từng tháng
| Tháng    | Huấn luyện viên xuất sắc nhất tháng | Huấn luyện viên xuất sắc nhất tháng | Cầu thủ xuất sắc nhất tháng | Cầu thủ xuất sắc nhất tháng |
| Tháng    | Huấn luyện viên                     | Câu lạc bộ                          | Cầu thủ                     | Câu lạc bộ                  |
| -------- | ----------------------------------- | ----------------------------------- | --------------------------- | --------------------------- |
| Tháng 8  | Carlo Ancelotti                     | Chelsea                             | Paul Scholes                | Manchester United           |
| Tháng 9  | Roberto Di Matteo                   | West Bromwich Albion                | Peter Odemwingie            | West Bromwich Albion        |
| Tháng 10 | David Moyes                         | Everton                             | Rafael van der Vaart        | Tottenham Hotspur           |